# Lista de rios do Sudão
Esta é uma lista de fluxos e rios no Sudão

## A
Rio Adda (Sudão) - Rio Angereb - Rio Anseba - Rio Atbarah

## B
Bahr al-Arab - Bahr el Ghazal - Rio Barka - Rio Boro

## D
Rio Dinder

## G
Rio Geni

## I
Rio Ibrah

## K
Rio Kong Kong - Rio Kuru

## M
Rio Marebe (Rio Gaxe)

## N
Rio Nilo - Rio Numatinna - Nilo Azul - Nilo Branco

## R
Rio Rahad

## T
Rio Tekezé - Rio Tiwal

## U
Rio Umbelasha

## Fluindo paraBacia endorreica

### Deserto da Líbia
- Wadi Howar (remanescente do Nilo Amarelo, um antigo afluente do Nilo)

### Lago Kundi
- Rio Ibrah[1]